# 돌아온 사나이
"돌아온 사나이"(A Returned Man)는 한국에서 제작된 김수용 감독의 1960년 멜로/로맨스, 드라마 영화이다. 김진규 등이 주연으로 출연하였고 신상옥 등이 제작에 참여하였다.

## 출연

### 주연
- 김진규
- 최은희
- 엄앵란
- 남양일

### 조연
- 이민
- 허장강
- 이빈화
- 박경주
- 한은진
- 김미선
- 정세권
- 이기홍

## 기타
- 원작자: 기 드 모파상
- 조명: 이규창
- 음향효과: 이상만
- 녹음: 손인호
- 미술: 홍성칠